# Olbierzowice
Olbierzowice est une localité polonaise de la gmina de Klimontów, située dans le powiat de Sandomierz en voïvodie de Sainte-Croix.